# Guant

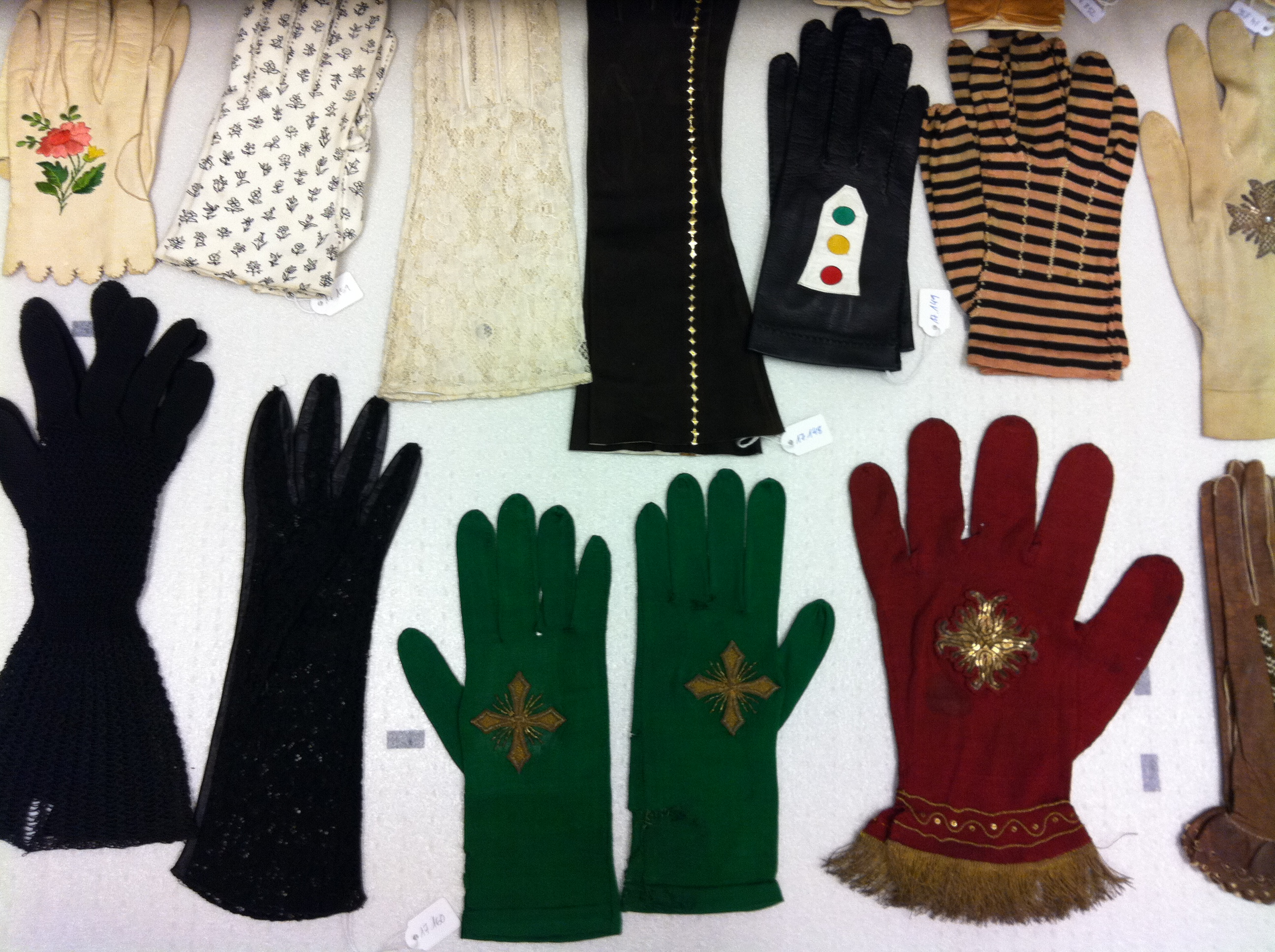
Col·lecció de Guants al Centre de Documentació i Museu Tèxtil de Terrassa.

El guant és una peça de roba que cobreix la mà imitant-ne la forma, de manera que la tela cobreix el palmell i, generalment, cada dit per separat.
Dos tipus peculiars de guant són: la manyopla, que només té cobertura independent per al dit gros i la mitena, guant sense dits o tallat a mig dit. Els materials de confecció varien segons la funció i poden incloure cotó, llana, pell o làtex, entre d'altres.

## Història
Les referències escrites als guants daten de la Grècia antiga, on sembla que els cavallers en portaven per protegir les mans en la navegació i la guerra. Igualment els pobles germànics apareixen retratats amb guants per protegir-se del fred.
A l'Edat Mitjana van començar a associar-se a l'elegància i el luxe, perquè el portador podia lluir teles cares i mostrar pell sense marques, a diferència dels treballadors manuals de classe baixa. Les dones van incorporar guants més fins als seus ornaments cap al segle xiii, i van complicar-ne el disseny i l'acompanyament amb fils de materials preciosos i joies, especialment la reialesa. A la fi de l'Edat Moderna van néixer els guants de treball, com els de jardineria, que han continuat usant-se en àmbits professionals i posteriorment esportius.

## Els guants en la cultura
A part de la protecció davant el clima o les agressions a la pell, i a banda també els dictats de la moda, els guants han tingut diferents funcions i símbols en la cultura. En primer lloc, units al seu origen cavalleresc, els guants eren signe de repte; per això llançar un guant a un adversari era desafiar-lo (els duels, per exemple, incloïen sempre la seva proclamació llançant un guant). L'equivalent femení era la caiguda del guant galant, igual que el mocador, que convidava indirectament el pretendent a recollir-lo i tornar-lo a la dama, provocant així l'ocasió de parlar-hi. La posició dels guants podia usar-se com a sistema de comunicació no verbal, de manera semblant a la dels vanos (però menys desenvolupada). Actuen com a mite eròtic a la pel·lícula Gilda, on la protagonista se'ls treu de mode sensual.
Un altre signe important és el de netedat: la persona es cobria les mans per no tacar-les, com els guants litúrgics usats des del segle x en la consagració de la missa. Exemple d'això són els guants episcopals, que com a guants litúrgics només podien ser portats pels eclesiàstics de rangs superiors, a partir dels bisbes. Els motius decoratius, com l'anagrama de Crist, varen ser comuns a partir del segle xvi. El Museu Tèxtil i d'Indumentària de Barcelona conserva un parell de guants episcopals, del darrer terç del segle xvi, que provenen de la Col·lecció Rocamora. Aquests guants, de seda verda i fils d'or i plata, possiblement realitzats a França, estan decorats amb diferents anells en un mateix dit, inspirant-se en els anells que portaven els bisbes per sobre dels guants, com es pot veure en les pintures d'època.
Els guants utilitzats en la consagració de la missa són el precedent dels portats per les professions lligades a la salut, per prevenir infeccions, com per exemple els dels metges. En sentit contrari, els investigadors es posen guants per no tacar l'escena del possible crim, és a dir, per no destruir proves (igualment els criminals poden posar-se'ls per evitar deixar empremtes digitals).
Per acabar els guants poden usar-se com a símbol de posició social; per això a l'Edat Mitjana no es podien tenir les mans cobertes en presència d'un superior, i es lliuraven guants en el moment d'ascendir o premiar un vassall (a l'escut de Gandesa apareixen guants associats a la noblesa). Al segle xix eren una peça de roba habitual entre les classes altres, encara que no es portessin posats.

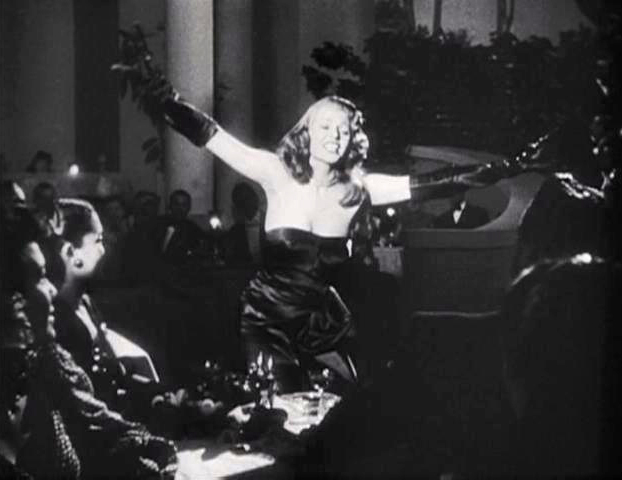
Rita Hayworth amb guants de nit en el paper de Gilda (1946)

El guant de nit, llarg fins més amunt del colze, i usat tradicionalment per les dones de classe alta en ocasions de gala (vetllades d'òpera, festes amb ball, etc.), és un símbol d'elegància i constitueix un fetitxe eròtic per a molts homes (com en el cas ja citat de Gilda). Una altra peça de roba formalment emparentada és la mitena del vestit tradicional femení.